# Distrito Industrial Mazzei

Avenida Lourenço Belloli

Localização do Industrial Mazzei em Osasco

Industrial Mazzei  é um bairro localizado no município de  Osasco, São Paulo, Brasil. Sendo delimitado ao Norte pelo bairro Distrito Industrial Anhanguera; a Leste com o bairro Vila Menck; ao Sul com o bairro do Rochdale; a Oeste com os bairros Aliança e Baronesa. Os seus loteamentos são: Parque Industrial Mazzei; Parque Bandeirantes, Vila Nova Europa.

## Principais vias
- Avenida Lourenço Belolli
- Avenida Presidente Médici[2]

## Institutos de artes
- Oficinas do Projeto Viva a Cidade – Arte e Grafite[1]

## Sauúde
- Profilaxia da Raiva – UBS I
- CCZ – Centro de Controle de Zoonoses[1]

## Dados da segurança pública do bairro
| Ocorrências de 2004 | Números | Porcentagem % |
| ------------------- | ------- | ------------- |
| Homicídio Doloso    | 1       | 7,69          |
| Furto               | 5       | 38,46         |
| Roubo               | 41      | 30,77         |
| Roubo de veículos   | 3       | 23,08         |
| Total Ocorrências   | 13      | 100,0         |

Fonte: Secretaria de Gestão Estratégica – Pesquisa - 2005